# Forsythieae
Forsythieae, tribus grmova iz porodice maslinovki. Sastoji se od dva roda iz Azije i Europe. Na području Hrvatske rastu tri vrste forzicije ili forzitije: viseća ili obična (F. suspensa), europska, balkanska ili albanska forzicija (Hrvatska, Kosovo, Albanija, Srbija; F. europaea) i F. viridissima.

## Rodovi
1. Abeliophyllum Nakai
2. Forsythia Vahl